# كاسبار فوغل
كاسبار فوغل (بالألمانية: Casper Vogell)‏ (و. 1600 – 1663 م) هو باني ‏، ومهندس معماري ألماني، توفي عن عمر يناهز 63 عاماً.